# M67 (grenade)
Pour les articles homonymes, voir M67.
La grenade M67 est une grenade à main défensive à fragmentation, entrée en service en 1968 et utilisée par les Forces armées des États-Unis et d'autres armées dont les Forces canadiennes (où elle est appelée C13).

## Historique de fabrication

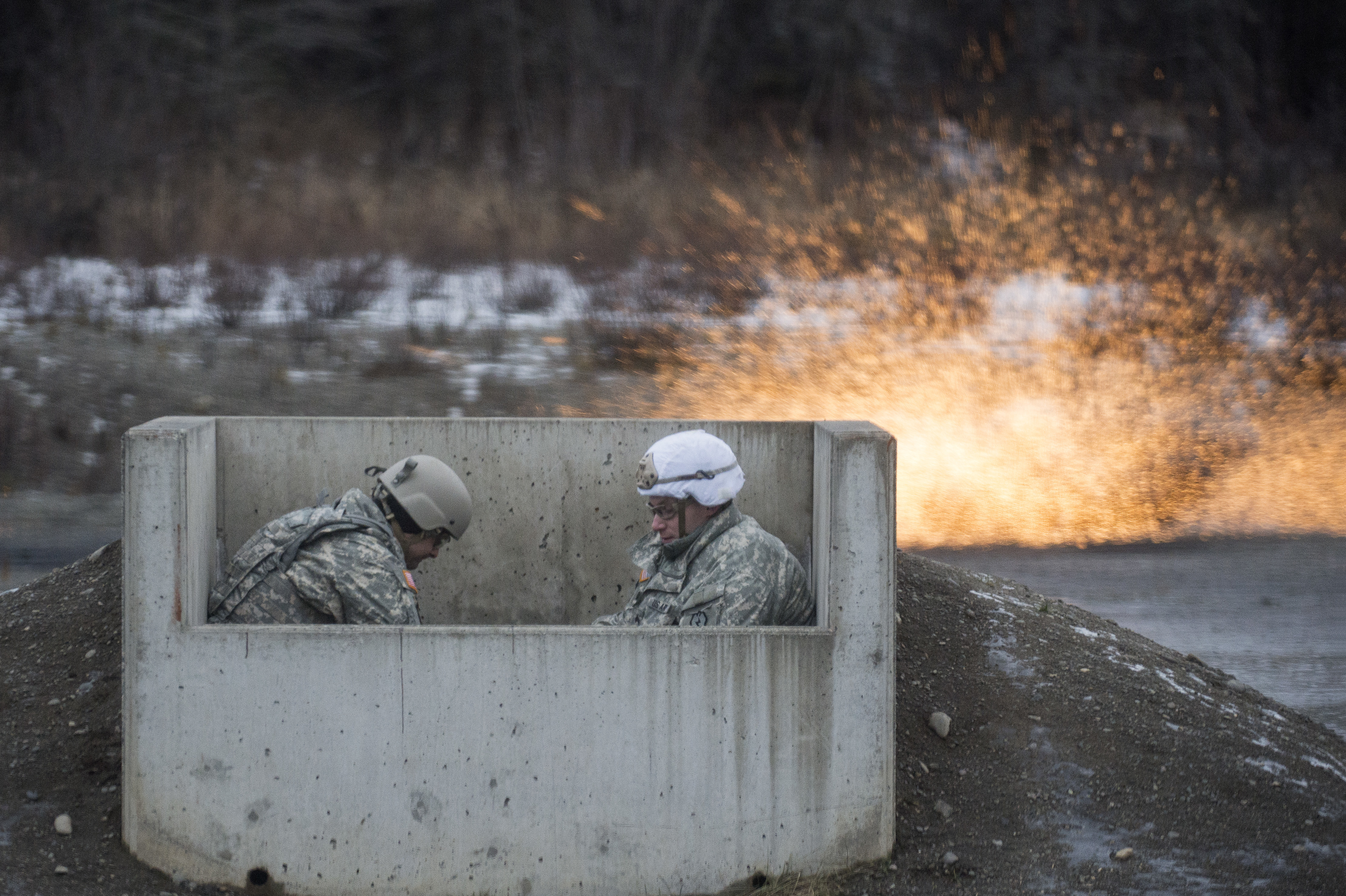
Explosion d'une M67 lors d'un exercice en Alaska le 12 décembre 2017.

Conçue dès la fin des années 1950, elle est une évolution de la M33, elle-même remplaçant la M61, utilisée au Viêt Nam, et l'ancienne Mk II, utilisée durant la Seconde Guerre mondiale. Elle est entrée en service le 2 août 1968.
La grenade a été produite par au-moins trois entreprises d'état différentes, chacune apposant ses marquages spécifiques sur le corps de la grenade :
- Les exemplaires marqués JA étaient fabriqués par la Joliet Army Ammunition Plant (JAAP), située au sud de Joliet, dans l'Illinois. La production de la M67 JA était effectuée à l'usine Kankakee de la JAAP (anciennement désignée Kankakee Ordnance Works) pendant la guerre du Viêt Nam. Cette production a été stoppée vers la fin des années 1970 et la JAAP ne fabrique plus aucune munition réelle ;
- Les exemplaires marqués LS étaient fabriqués par la Lone Star Ordnance Plant (LSOP) de Texarkana (Texas), un sous-traitant sous contrat avec le département de la Défense auparavant utilisé par la Goodrich Corporation (anciennement B.F. Goodrich Rubber Corporation). Les M67 LS ont été produites tout au long de la guerre du Viêt Nam et probablement longtemps après, mais l'usine LSOP est depuis fermée ;
- Les exemplaires marqués MA ont été et sont toujours fabriqués par la Milan Army Ammunition Plants (MLAAP - composée des anciennes usines Milan Ordnance Depot et Wolf Creek Ordnance Plant), située près de Milan (Tennessee). La MLAAP est membre de l'United States Army Materiel Command (AMC), dont le but est la fabrication, l'emballage et le stockage de munitions conventionnelles exclusivement pour usage militaire. Cette usine est la seule à encore fabriquer la M67 de nos jours.

Le prix unitaire de cette grenade est d'environ 4 dollars.
Elle devrait être remplacée dans les années 2020 par la ETMP (Enhanced Tactical Multi-Purpose (en)) développées par le Picatinny Arsenal (en) avec la participation de l’ARDEC (United States Army CCDC Armaments Center (en)).

## Caractéristiques

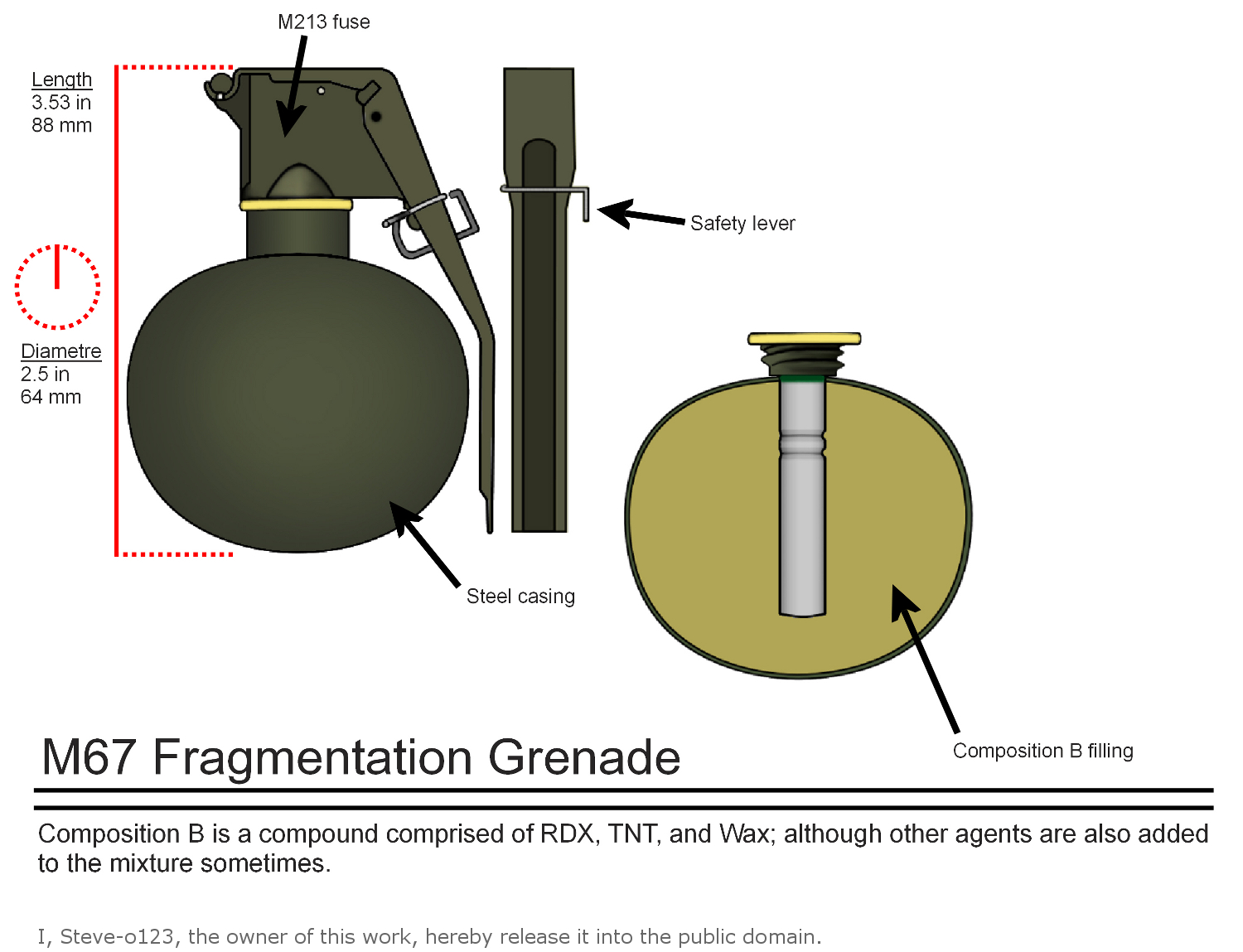
Schéma d'une M67.

La M67 peut être lancée à 40 mètres par la plupart des soldats. Elle possède une mèche lente M213, d'une durée comprise entre 3 et 5 secondes, qui initie une charge de 180 g de composition B. Le Shrapnel est produit par la segmentation interne de la coque. Toutefois, cette segmentation n'est pas assez efficace, et il arrive que la coque se déchire au lieu de partir en petits éclats. Elle a un rayon d'action de 15 mètres, et son rayon mortel est de 5 mètres, bien que certains fragments puissent parfois être expulsés à plus de 250 mètres du point d'explosion initial.
Contrairement à de nombreuses autres grenades, possédant un corps rugueux constitué de dizaines de petits pavés en relief (un peu comme la surface d'un ananas), la M67 est dotée d'un corps externe entièrement lisse, la faisant ressembler à une petite gourde. Il existe deux raisons à ce choix de conception : La première est qu'il a été constaté que la fragmentation de la grenade n'était quasiment pas liée à son dessin extérieur, et donc que les petits carrés dessinés à sa surface n'étaient d'aucune utilité dans ce cas. La deuxième est qu'une grenade dotée d'un corps lisse peut rouler au sol bien plus facilement et surtout avec un bruit assez réduit, ce qui laisse une chance au soldat de surprendre son ennemi en la glissant entre ses jambes à son insu.

## Utilisation

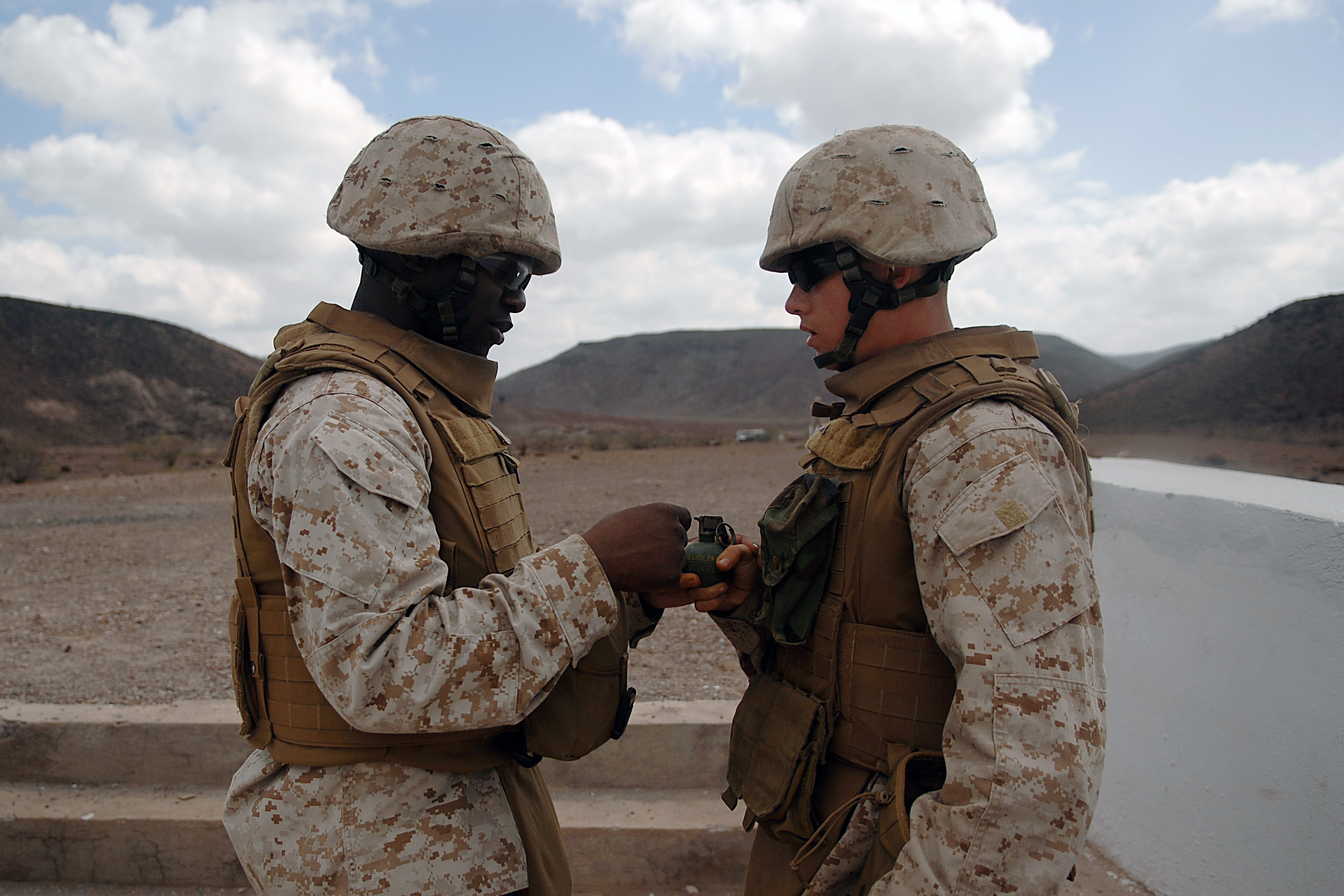
Deux soldats américains avec un M67 à Djibouti en 2008.

L'armement de la grenade s'effectue en trois étapes : l'utilisateur retire l'anneau de sûreté, puis place la cuillère (le levier) entre son pouce et son index, pour retirer l'épingle. À ce moment, la grenade n'est pas encore armée et peut être regoupillée. Une fois lancée, le ressort interne éjecte la cuillère et libère un percuteur qui vient frapper l'amorce. L'amorce va alors amorcer la combustion d'une mèche à retard d'environ 3 à 5 secondes, qui va à son tour finalement enclencher la détonation de la charge principale de la grenade, la faisant éclater en centaines de fragments. Pour des raisons de sécurité, et afin de prévenir un retrait accidentel de la goupille de la grenade, celle-ci est dotée d'un clip de sûreté supplémentaire. Il faut toutefois normalement une force de traction d'environ 15 kg pour arriver à enlever la goupille, ce qui reste une force assez importante.
Les fragments sont dispersés à très haute vitesse et dans toutes les directions. Comme pour nombre de grenades défensives, la M67 impose à son lanceur de se mettre à couvert après l'avoir jetée, car son rayon de dispersion des éclats est bien supérieur à la distance de tir que peut atteindre un homme, même bien entraîné.

## Versions

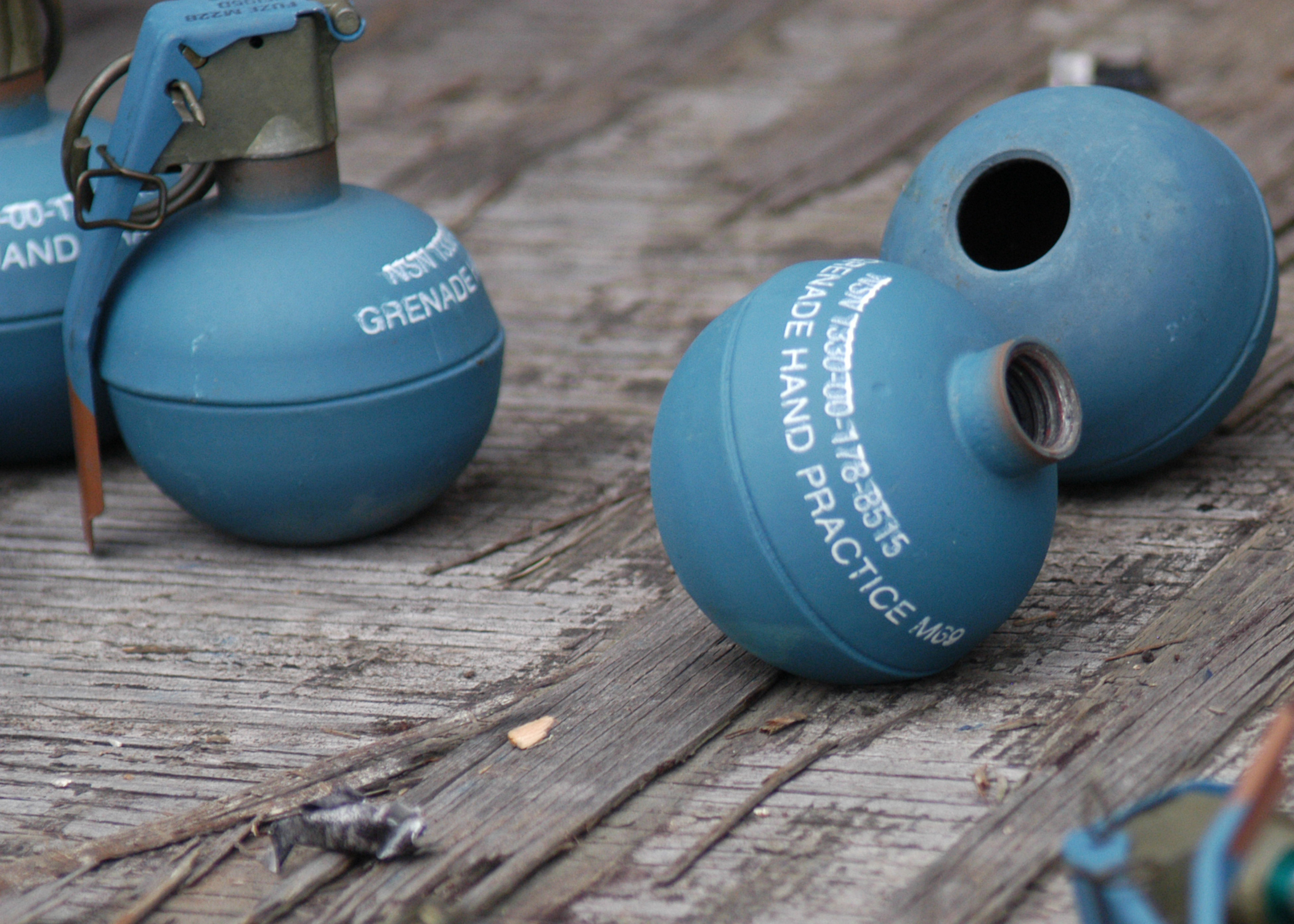
Grenade d'entraînement M69, reconnaissable à son corps intégralement bleu.

- M67 Fragmentation Grenade : grenade à fragmentation actuellement utilisée par les forces des États-Unis. Son corps est de couleur vert olive foncé avec un cercle au sommet et des marquages jaunes ;
- M33 Fragmentation Grenade : la M33 était le modèle successeur initial à la M26. Elle était globalement identique à la M67, mais ne disposait pas du clip de sécurité de levier supplémentaire dont dispose la M67 ;
- M68 Fragmentation Grenade : c'est une variante de la M67 dotée d'une fusée à impact M217 et d'un clip de sécurité sur le levier d'armement. Ce détonateur dispose d'une fonction électrique réagissant aux impacts et s'armant en une à deux secondes. Ce système est également secondé par un système pyrotechnique de secours qui fera exploser la grenade après 3 à 7 s si la fusée à impact venait à être défaillante. Les caractéristiques de cette grenade sont identiques à celles de la M67, excepté sa fusée et son levier de couleur rouge, indiquant qu'il s'agit d'une grenade réagissant aux impacts ;
- M33A1 et M59 Fragmentation Grenade : prédécesseurs de la M68, ces grenades à impact employaient le corps de la M33 et la fusée M217 à impact de la M68, et ne disposaient donc pas du clip de sécurité supplémentaire sur le levier. Elles étaient utilisées comme la M68 ;
- M69 Practice Grenade : grenade d'entraînement, destinée à simuler de manière sécurisée l'emploi des « vraies » M67. La fusée s'enfonce dans le corps de la grenade après utilisation et est remplaçable à volonté. Cette grenade produit un faible son et une petite fumée blanche quand elle est employée correctement. Son corps et son levier sont de couleur bleue, indiquant qu'il s'agit d'une grenade inoffensive pour son utilisateur. Des inscriptions en blanc sur le corps indiquent également qu'il s'agit d'une grenade d'entraînement (voir photo).

## Utilisateurs

### Officiels
- États-Unis : grenade à fragmentation principale des forces armées depuis les années 1960 ;
- Canada : utilisée par les forces armées canadiennes ;
- Malte : utilisée par les forces armées de Malte ;
- Turquie : utilisée par les forces armées turques[8] ;
- Malaisie
- Argentine : utilisée pendant la guerre des Malouines par les forces armées argentines.
- Guatemala
- Salvador
- Honduras
- Ukraine

### Présence sur le marché noir
Nombre de grenades M67 qui furent délivrées à l'Amérique centrale pendant la guerre froide ont fini dans les mains des cartels de la drogue mexicains. Entre 1980 et 1993, environ 260 000 M67 furent expédiées vers le Guatemala, le Salvador, le Honduras et le Nicaragua. Beaucoup sont désormais vendues au marché noir à des prix compris entre 100 et 500 $ pièce, bien loin des 4 $ d'origine...

## Culture populaire
Cette grenade est présente dans le jeu vidéo Battlefield 2, Battlefield3 et 4, Battlefield hardline, Squad, utilisable par les joueurs de tous les camps.
Également présente dans le FPS Escape from tarkov.